# إليزابيث برايس فولي
إليزابيث برايس فولي (بالإنجليزية: Elizabeth Price Foley)‏ هي عالمة قانونية أمريكية، ولدت في 1965 في الولايات المتحدة.

## وصلات خارجية
- الموقع الرسمي